# Умершие в сентябре 1994 года
Это список известных людей, соответствующих установленным критериям значимости (см. Википедия:Критерии значимости персоналий), умерших в сентябре 1994 года.
Причина смерти указывается лишь в исключительных случаях (убийство, самоубийство, гибель в результате военных действий, смертная казнь, ДТП или несчастные случаи). В остальных случаях — не указывается.
- 3 сентября — Виктор Зубарь (71) — советский и украинский поэт, драматург.
- 3 сентября — Олег Комов (62) — советский и российский скульптор, график, Народный художник СССР (1987).
- 4 сентября — Лев Бараг (83) — советский российский фольклорист, литературовед.
- 4 сентября — Хаим Лившиц (81) — белорусский советский художник.
- 6 сентября — Язепс Линдбергс (72) — латвийский дирижёр.
- 7 сентября — Джеймс Клавелл (72) — американский писатель и сценарист.
- 7 сентября — Теренс Янг (79) — английский кинорежиссёр, сценарист; поставил фильмы «Доктор Ноу», «Из России с любовью» (первые два фильма «бондианы»), «Красное солнце» и др.
- 8 сентября — Илья Гурин (72) — советский кинорежиссёр и сценарист.
- 8 сентября — Николай Кисляк (77) — полковник Советской Армии, участник Великой Отечественной войны, Герой Советского Союза.
- 9 сентября — Егор Анкудинов (84) — участник Великой Отечественной войны, Герой Советского Союза.
- 9 сентября — Сергей Болотин (81) — российский советский трубач, композитор.
- 10 сентября — Евгений Долматовский (79) — русский советский поэт, прозаик.
- 11 сентября — Джессика Тэнди (85) — английская актриса, которая вышла замуж за канадского актёра Хьюма Кронина и обосновалась в США; неоднократная обладательница театральной премии «Тони», самая пожилая обладательница кинопремии «Оскар».
- 11 сентября — Иван Фёдоров (74) — советский партийный и государственный деятель.
- 12 сентября — Борис Егоров (56) — советский врач и космонавт.
- 12 сентября — Автандил Чкуасели (62) — советский футболист, заслуженный тренер Грузинской ССР.
- 13 сентября — Сергей Тимофеев (39) — лидер Ореховской преступной группировки.
- 14 сентября — Курбан Абасов (68) — советский и азербайджанский нефтяник, государственный деятель. Герой Социалистического Труда.
- 14 сентября — Николай Проворов (85) — учёный, полярник, охотовед и зоолог.
- 14 сентября — Доминик Севрук (86) — советский конструктор, двигателист-ракетчик, доктор технических наук.
- 14 сентября — Сейран Хатламаджян (67) — армянский живописец, график и общественный деятель.
- 15 сентября — Георгий Иванов (69) — Герой Советского Союза.
- 15 сентября — Мишин, Игорь Анатольевич (23) — российский офицер, командир разведывательного взвода 149-го гвардейского мотострелкового полка 201-й Гатчинской мотострелковой дивизии, гвардии старший лейтенант, Герой Российской Федерации (1994, посмертно); погиб при проведении боевой операции в городе Куляб Таджикистана
- 15 сентября — Пондопуло, Георгий Иванович (84) — советский деятель спецслужб и педагог, полковник госбезопасности, кандидат физико-математических наук.
- 17 сентября — Карл Раймунд Поппер (92) — австрийский и британский философ и социолог, один из самых влиятельных философов науки XX века.
- 17 сентября — Степан Янковский (72) — Герой Советского Союза.
- 19 сентября — Георгий Константинов (70) — советский театральный режиссёр.
- 20 сентября — Василий Баданин (74) — Герой Советского Союза.
- 20 сентября — Сергей Зюзин (83) — Герой Советского Союза.
- 20 сентября — Антон Мачуленко (76) — Герой Советского Союза.
- 20 сентября — Рето Россетти (76) — эсперантский поэт и прозаик.
- 21 сентября — Григорий Каргин (85) — Полный кавалер ордена Славы.
- 21 сентября — Александр Квитков (71) — Герой Советского Союза.
- 21 сентября — Николай Макридов (74) — Герой Советского Союза.
- 22 сентября — Владимир Бураковский (72) — советский и российский кардиохирург, академик Академии медицинских наук СССР, директор Института сердечно-сосудистой хирургии им. А. Н. Бакулева.
- 22 сентября — Иван Гончар (68) — Герой Социалистического Труда.
- 22 сентября — Игорь Численко (55) — советский футбольный нападающий, заслуженный мастер спорта СССР.
- 23 сентября — Владимир Платицин (75) — Герой Советского Союза.
- 24 сентября — Николай Ваняев (82) — советский государственный и партийный деятель, министр рыбного хозяйства РСФСР (1965-1982).
- 24 сентября — Косан Мамутов (72) — Герой Советского Союза.
- 24 сентября — Марк Прудкин (96) — советский актёр, Народный артист СССР (1961).
- 26 сентября — Утешкали Атамбаев (84) — советский государственный и партийный деятель, министр финансов Казахской ССР.
- 26 сентября — Эвалдс Валтерс (100) — советский латвийский актёр.
- 27 сентября — Вернон Керби (83) — южноафриканский теннисист, финалист чемпионата Франции.
- 27 сентября — Сергей Киселёв (84) — Герой Советского Союза.
- 28 сентября — Филипп Редько (74) — Герой Советского Союза.
- 28 сентября — Валерий Терещенко (93) — доктор экономических наук, профессор.
- 29 сентября — Афияддин Джалилов (48) — азербайджанский политический деятель.
- 29 сентября — Александр Доготарь (70) — советский и украинский педагог, общественный деятель, Почётный гражданин города Черновцы.
- 29 сентября — Шеб Хасни (26) — алжирский музыкант; убийство.